# Joan Lluís Pons
Joan Lluís Pons Ramón (ur. 9 grudnia 1996 w Sóller) – hiszpański pływak specjalizujący się w stylu zmiennym, brązowy medalista mistrzostw Europy, finalista igrzysk olimpijskich. 

## Kariera
W 2016 roku podczas igrzysk olimpijskich w Rio de Janeiro w eliminacjach 400 m stylem zmiennym ustanowił rekord swojego kraju (4:13,55 min) i zakwalifikował się do finału, w którym zajął ósme miejsce z czasem 4:16,58 min.
Rok później, na mistrzostwach świata w Budapeszcie w konkurencji 400 m stylem zmiennym uplasował się na dziesiątej pozycji, uzyskawszy czas 4:16,27 min. Na 200 m stylem motylkowym zajął 26. miejsce (1:59,41 min).
Podczas mistrzostw Europy w Glasgow, które odbyły się w 2018 roku, zdobył brązowy medal na dystansie 400 m stylem zmiennym, uzyskawszy czas 4:14,26 min.